# Phytomastax artemisiana
Phytomastax artemisiana is een rechtvleugelig insect uit de familie Eumastacidae. De wetenschappelijke naam van deze soort is voor het eerst geldig gepubliceerd in 1949 door Bey-Bienko.